# Изногуд
Изногуд (француски изговор енглеске фразе He's no good - у преводу: он је лош, неваљао; такође и Ал Подвали у »Стрипотеци« и »Ексу«) је лик из француског хумористичког стрипа сценаристе Ренеа Гошинија - творца Астерикса - и цртача Жана Табарија. Стрип је преведен на многе светске језике, укључујући и српски.
Општеприхваћена имена јунака - Изногуд, Харун ел Пусах, Дилат Ларат - су као таква коришћена у »Политикином забавнику«, »Денису«, »Стрипу 81«, »Цаку« и »Бисеру«; такође, она се користе и у активним издањима стрипа.
Радња стрипа је смештена у Багдад у којем је Изногуд велики везир калифа Харуна ел Пусаха (у »Стрипотеци« и »Ексу« Харуна ел Прашида, такође превођен од »Графита« и као Харун ел Салам) и једини му је циљ да некако елиминише/уништи калифа не би ли заузео његово место што изражава фразом „Хоћу да постанем калиф наместо калифа!“. Изногуду у његовим мрачним плановима увек помаже верни и приглупи слуга Дилат Ларат (у »Стрипотеци« и »Ексу« и Дил-ел-тант, код »Графита« Абих Смехрад).
Поред оригиналног стрипа постоји и америчко-француска анимирана серија из 1995. године. На простору Србије емитовао ју је БК крајем 90-их година, са синхронизацијом коју је радио Квартет Амиго. У преводу су коришћена имена из Екс-Алманаховог/Стрипотекиног превода стрипа.